# Camilo Ospina Bernal
Camilo Alfonso de Jesús Ospina Bernal (Bogotà, 23 de desembre de 1959) és un advocat, polític i diplomàtic colombià, fill d'Alfons Ospina Rodríguez i Isabel Bernal.
Batxiller del Liceu de Cervantes, promoció de 1976 i advocat egresado de la Facultat de Jurisprudència de la Universitat del Rosari a Bogotà i especialista en dret administratiu a la mateixa universitat. Ha estat docent, investigador i vicedegà de la Universitat del Rosari, assessor jurídic de la Direcció General de Pressupost del Ministeri d'Hisenda i Crèdit Públic, Secretari General del Ministeri d'Hisenda i Crèdit Públic i consultor del Programa de les Nacions Unides per al Desenvolupament.
Es va graduar com advocat de la Universitat del Rosari i té un postgrau en dret administratiu en aquesta mateixa universitat. També ha realitzat estudis de dret econòmic, dret tributari i hisenda pública, disciplines que ha ensenyat en centres d'educació superior. La seva preparació en aquestes àrees el va portar a participar en molts projectes d'investigació i assessoria per entitats estatals i privades en els últims anys.
Es va exercir com a secretari Jurídic de la Presidència de la República entre 2002 i 2005, i com a Ministre de Defensa Nacional entre 2005 i 2006. Sent ministre de Defensa va iniciar el sistema de recompenses a militars per la mort que va derivar en l'escàndol de civils assassinats per membres de l'Exèrcit de Colòmbia, conegut en aquest país com el "escàndol dels falsos El juliol de 2006 va ser designat Ambaixador, Representant Permanent de Colòmbia davant l'Organització dels Estats Americans (OEA), a  Washington.
Durant la seva trajectòria en l'acadèmia ha estat docent de la Universitat del Rosari, Universitat dels Andes, Universitat Externat de Colòmbia i la Pontifícia Universitat Javeriana.